# SS-Kaliert
SS-Kaliert ist eine im Jahre 2003 gegründete deutsche Punk-Band aus Duisburg in Nordrhein-Westfalen.

## Bandgeschichte
Die Punkband „SS-Kaliert“ wurde 2003 im Ruhrgebiet gegründet und veröffentlichte seitdem mehrere Demoaufnahmen. Sie unterzeichnete schließlich bei dem New Yorker Label Punkcore Records. Dort wurde am 11. Juni 2006 ihr erstes Album DSKlation veröffentlicht. Anschließend veröffentlichte die Band auf dem Label Razorblade-Music, das vom damaligen Bassisten Nils und dessen Bruder geleitet wurde, das Album Addiction. Nach eigenen Angaben erreichte es Gold-Status mit insgesamt 100.372 verkauften Einheiten. In der offiziellen Datenbank ist das Album allerdings nicht verzeichnet. Ihr bis dato letztes Album Subzero erschien 2011 auf People Like You Records. Das Intro wurde von dem Schauspieler Ralf Richter gesprochen. Produziert wurde das Album von Waldemar Sorychta. Die Band tourte bereits durch Europa, die Vereinigten Staaten, Russland sowie Japan. Seit 2011 pausiert die Band und es gibt bislang keine neuen Tour- oder Albentermine.

## Kontroverse
Der Name SS-Kaliert liest sich es eskaliert. Die Typographie spielt auf die Abkürzung der Schutzstaffel an und wurde aus Gründen der Provokation gewählt. Da ihr früheres Label Punk Core innerhalb der Punkszene mit Vorwürfen konfrontiert wurde, weil sie bei einer Werbeanzeige den Slogan „Deutschland über alles“ verwendete, geriet auch SS-Kaliert in die Kritik. SS-Kaliert bekannten sich jedoch in Interviews zu einer antifaschistischen Gesinnung.
2009 erhob die Staatsanwaltschaft Duisburg Anklage wegen der Verwendung von Kennzeichen verfassungswidriger Organisationen, da die Gruppe die doppelte Siegrune der Schutzstaffel im Logo führte. Das Verfahren fand am 6. November 2009 am Amtsgericht Duisburg statt. Angeklagt waren sowohl die Band als auch die Mutter von Nils, weil das Label aus der elterlichen Wohnung heraus betrieben wurde und die Mutter sie unterstützt hatte. Alle Beteiligten wurden in erster Instanz zu Geldstrafen von insgesamt 3.300 € verurteilt. Die Anklage wurde jedoch später fallen gelassen.
Im Jahr 2012 wurden der Facebook-Account der Gruppe sowie die Zugänge aller Administratoren gelöscht. Der Zugriff auf die Webseite wird verwehrt.

## Diskografie

### Demos
- 2004: A.C.A.B. (Demo-CD)

### EPs
- 2004: Stand Up and Fight (2004, Dirty Faces Records, Dirty Punk Records)
- 2006: SS-Kaliert (FNS Records)
- 2007: SS Kaliert/Mouth Sewn Shut (2007, Split-7"; DrinkingClassRecords, Razorblade-Music)

### Alben
- 2006: DSKlation (2006, Punkcore Records)
- 2008:  闘争反撃 (japanische Split-CD mit Futureless System, East Peace Records)
- 2008: Addiction (Razorblade-Music/Maniac-Attack Records)
- 2011: Subzero (People Like You Records)